# Lunania mexicana
Lunania mexicana là một loài thực vật có hoa trong họ Liễu. Loài này được Brandegee mô tả khoa học đầu tiên năm 1914.